# Morti nel 1980/Dicembre
| Questa pagina contiene informazioni ricavate automaticamente dalle voci biografiche con l'ausilio del template Bio e di un bot. L'aggiornamento è periodico e automatico e ricostruisce completamente la pagina. Se manca una persona in questa lista, sei pregato di non aggiungerla, ma accertati piuttosto che la sua voce biografica contenga il template Bio e che i dati anagrafici siano correttamente compilati. Se il template Bio manca, inseriscilo tu stesso o, in alternativa, metti l'avviso {{tmp\|Bio}} che ne segnala la mancanza. Se i dati riportati sono sbagliati, correggi direttamente la voce biografica; le modifiche saranno visibili in questa lista entro pochi giorni. Per chiarimenti vedi il progetto biografie. La lista contiene solo le 108 persone che sono citate nell'enciclopedia e per le quali è stato implementato correttamente il template Bio. Pagina aggiornata al 3 mar 2024. |

- 1º dicembre - Frank Booth, nuotatore statunitense (n. 1910)
- 1º dicembre - Tom Mason, attore e produttore cinematografico statunitense (n. 1920)
- 1º dicembre - Zaccaria Negroni, politico italiano (n. 1899)
- 2 dicembre - Roza Eskenazi, cantante greca (n. 1897)
- 2 dicembre - Romain Gary, scrittore, aviatore e diplomatico lituano (n. 1914)
- 2 dicembre - Willie Gilbert, commediografo e sceneggiatore statunitense (n. 1916)
- 2 dicembre - Richard Pindle Hammond, compositore statunitense (n. 1896)
- 2 dicembre - Chaudhry Muhammad Ali, politico pakistano (n. 1905)
- 3 dicembre - Piera Cillario, imprenditrice italiana (n. 1902)
- 3 dicembre - Giancarlo Montani, politico e avvocato italiano (n. 1908)
- 3 dicembre - Oswald Mosley, politico britannico (n. 1896)
- 3 dicembre - Jean-Claude Poirier, fumettista francese (n. 1942)
- 3 dicembre - Marie-Antoinette Tonnelat, fisica francese (n. 1912)
- 3 dicembre - Eino Virtanen, lottatore finlandese (n. 1908)
- 4 dicembre - Jenő Brandi, pallanuotista ungherese (n. 1913)
- 4 dicembre - Francisco Sá Carneiro, politico portoghese (n. 1934)
- 4 dicembre - Stanisława Walasiewicz, velocista, lunghista e discobola polacca (n. 1911)
- 5 dicembre - Gerrit Keizer, calciatore olandese (n. 1910)
- 6 dicembre - Margot Bennett, scrittrice e sceneggiatrice britannica (n. 1912)
- 6 dicembre - Ève Francis, attrice e regista francese (n. 1886)
- 7 dicembre - Karl Brunner, avvocato e militare tedesco (n. 1900)
- 7 dicembre - Gerard Bucknall, generale britannico (n. 1894)
- 7 dicembre - Darby Crash, cantante statunitense (n. 1958)
- 7 dicembre - Ed Hickey, cestista, giocatore di football americano e allenatore di pallacanestro statunitense (n. 1902)
- 8 dicembre - Theo Breuer, calciatore tedesco (n. 1909)
- 8 dicembre - Guido Carestiato, aviatore e militare italiano (n. 1911)
- 8 dicembre - John Lennon, cantautore, polistrumentista e artista britannico (n. 1940)
- 8 dicembre - Petar Trifunović, scacchista jugoslavo (n. 1910)
- 9 dicembre - Giorgio Balladore Pallieri, giurista e magistrato italiano (n. 1905)
- 9 dicembre - Marcello Pagliero, sceneggiatore, regista e attore italiano (n. 1907)
- 10 dicembre - Benedetto di Gerusalemme, vescovo ortodosso greco (n. 1892)
- 10 dicembre - Gevheri Sultan, principessa ottomana (n. 1904)
- 10 dicembre - Philip MacDonald, scrittore britannico (n. 1900)
- 10 dicembre - Ilie Subășeanu, calciatore rumeno (n. 1906)
- 11 dicembre - Eugène Dhers, ciclista su strada francese (n. 1891)
- 11 dicembre - Hawayo Takata,  giapponese (n. 1900)
- 11 dicembre - Marcello Torre, avvocato e politico italiano (n. 1932)
- 11 dicembre - Vittoria Luisa di Prussia,  tedesca (n. 1892)
- 11 dicembre - Dorothy West, attrice statunitense (n. 1891)
- 12 dicembre - Bruno Bartolozzi, violinista e compositore italiano (n. 1911)
- 12 dicembre - Thorbjørn Damgaard, calciatore norvegese (n. 1891)
- 12 dicembre - Palmiro Foresi, politico italiano (n. 1900)
- 12 dicembre - Jean Lesage, politico e avvocato canadese (n. 1912)
- 12 dicembre - Urie McCleary, scenografo statunitense (n. 1905)
- 13 dicembre - Svend Olsen, sollevatore danese (n. 1908)
- 14 dicembre - Richard Drew, giornalista e inventore statunitense (n. 1899)
- 14 dicembre - Guido Landra, antropologo italiano (n. 1913)
- 14 dicembre - Joël Le Theule, politico francese (n. 1930)
- 15 dicembre - Camillo Crociani, dirigente d'azienda italiano (n. 1921)
- 15 dicembre - Hans Fiederer, calciatore tedesco (n. 1920)
- 15 dicembre - Alvin Gouldner, sociologo statunitense (n. 1920)
- 15 dicembre - Peter Gregg, pilota automobilistico statunitense (n. 1940)
- 15 dicembre - Ante Roje, nuotatore e pallanuotista jugoslavo (n. 1905)
- 16 dicembre - Peter Collinson, regista e produttore televisivo britannico (n. 1936)
- 16 dicembre - Angelo Bertino Poli, scrittore francese (n. 1905)
- 16 dicembre - Harland Sanders, imprenditore statunitense (n. 1890)
- 16 dicembre - Hellmuth Walter, ingegnere e inventore tedesco (n. 1900)
- 17 dicembre - Ahmet Berman, calciatore turco (n. 1932)
- 17 dicembre - Oskar Kummetz, ammiraglio tedesco (n. 1891)
- 17 dicembre - Filomena Morlando, insegnante italiana (n. 1955)
- 18 dicembre - Héctor José Cámpora, politico argentino (n. 1909)
- 18 dicembre - Dobriša Cesarić, poeta croato (n. 1902)
- 18 dicembre - Aleksej Nikolaevič Kosygin, politico sovietico (n. 1904)
- 18 dicembre - Gabrielle Robinne, attrice francese (n. 1886)
- 19 dicembre - Tarzan Cooper, cestista e allenatore di pallacanestro statunitense (n. 1907)
- 19 dicembre - Nasrollah Entezam, politico, funzionario e diplomatico iraniano (n. 1900)
- 19 dicembre - Alaíde Foppa, poetessa, scrittrice e critica d'arte guatemalteca (n. 1914)
- 20 dicembre - Amerigo Pispoli, politico italiano (n. 1901)
- 20 dicembre - Ben Sharpsteen, regista e produttore cinematografico statunitense (n. 1895)
- 20 dicembre - Tom Waring, calciatore inglese (n. 1906)
- 21 dicembre - Marc Connelly, drammaturgo e attore statunitense (n. 1890)
- 21 dicembre - Nelson Rodrigues, drammaturgo, scrittore e giornalista brasiliano (n. 1912)
- 22 dicembre - Miriam Battista, attrice statunitense (n. 1912)
- 22 dicembre - Alessandro Marcello Del Majno, militare e antifascista italiano (n. 1894)
- 22 dicembre - František Studený, pittore e grafico slovacco (n. 1911)
- 23 dicembre - Memmo Carotenuto, attore italiano (n. 1908)
- 23 dicembre - Libero Simonatti, calciatore italiano (n. 1909)
- 24 dicembre - Aldo Bandini, calciatore italiano (n. 1904)
- 24 dicembre - Karl Dönitz, ammiraglio e politico tedesco (n. 1891)
- 24 dicembre - Heikki Liimatainen, mezzofondista finlandese (n. 1894)
- 25 dicembre - Henri Dufaux, imprenditore, pittore e politico francese (n. 1879)
- 25 dicembre - Marcel Langiller, calciatore francese (n. 1908)
- 25 dicembre - Louis Neefs, cantante belga (n. 1937)
- 25 dicembre - Raoul Puhali, architetto e ingegnere italiano (n. 1904)
- 26 dicembre - Giuseppe Balbo, pittore italiano (n. 1902)
- 26 dicembre - Ettore Serra, poeta e ufficiale italiano (n. 1890)
- 26 dicembre - Tony Smith, scultore e architetto statunitense (n. 1912)
- 26 dicembre - Richard Trenton Chase, assassino seriale statunitense (n. 1950)
- 26 dicembre - Egidio Vagnozzi, cardinale e arcivescovo cattolico italiano (n. 1906)
- 27 dicembre - Mario Natalucci, presbitero e storico italiano (n. 1903)
- 28 dicembre - Sam Levene, attore statunitense (n. 1905)
- 28 dicembre - Charles Tannen, attore statunitense (n. 1915)
- 29 dicembre - Oreste Cignoli, ciclista su strada italiano (n. 1893)
- 29 dicembre - Roy Engel, attore statunitense (n. 1913)
- 29 dicembre - Tim Hardin, cantautore statunitense (n. 1941)
- 29 dicembre - Luigi Lucotti, ciclista su strada italiano (n. 1893)
- 29 dicembre - Nadežda Jakovlevna Mandel'štam, scrittrice sovietica (n. 1899)
- 29 dicembre - Gigi Peronace, dirigente sportivo e calciatore italiano (n. 1925)
- 30 dicembre - Lamberto Anichini, calciatore italiano (n. 1901)
- 30 dicembre - Giuseppe Carraro, vescovo cattolico italiano (n. 1899)
- 30 dicembre - Karl Fabiunke, generale tedesco (n. 1893)
- 30 dicembre - Brajo Fuso, medico, pittore e scultore italiano (n. 1899)
- 30 dicembre - Bruce Hale, cestista e allenatore di pallacanestro statunitense (n. 1918)
- 31 dicembre - Enrico Riziero Galvaligi, generale italiano (n. 1920)
- 31 dicembre - Marshall McLuhan, sociologo, filosofo e critico letterario canadese (n. 1911)
- 31 dicembre - Raoul Walsh, regista cinematografico, attore e sceneggiatore statunitense (n. 1887)
- 31 dicembre - Robert Pete Williams, musicista statunitense (n. 1914)
- 31 dicembre - Nick Yost, cestista statunitense (n. 1915)